# Cymodoce spinula
Cymodoce spinula là một loài chân đều trong họ Sphaeromatidae. Loài này được Yousuf & Javed miêu tả khoa học năm 2001.